# Богатый Ключ
 Богатый Ключ  — деревня в Бавлинском районе Татарстана. Входит в состав Удмуртско-Ташлинского сельского поселения.

## География
Находится в юго-восточной части Татарстана на расстоянии приблизительно 14 км по прямой на юг от районного центра города Бавлы у речки Сула.

## История
Основана в 1920-х годах.

## Население
Постоянных жителей было: в 1926 — 31, в 1938—108, в 1949—150, в 1958—107, в 1970—114, в 1979 — 67, в 1989 — 10, в 2002 − 8 (удмурты 75 %), 4 в 2010.